# Vestjyllands Storkreds
Vestjyllands Storkreds er en valgkreds i Landsdel Midtjylland-Nordjylland.
Storkredsen er oprettet i 2007. Den består af hele den tidligere Ringkøbing Amtskreds og det meste af Viborg Amtskreds, desuden enkelte af de tidligere kommuner fra Århus Amtskreds og Vejle Amtskreds.

## Opstillingskredse
Storkredsen er inddelt i følgende 11 opstillingskredse:
1. Struerkredsen
2. Skivekredsen
3. Viborg Vestkredsen
4. Viborg Østkredsen
5. Silkeborg Nordkredsen
6. Silkeborg Sydkredsen
7. Ikastkredsen
8. Herning Sydkredsen
9. Herning Nordkredsen
10. Holstebrokredsen
11. Ringkøbingkredsen

## Valgresultater
| Parti                                       | Stemmer | %    | +/-   | Mandater | +/- | Valgte                                                  |
| ------------------------------------------- | ------- | ---- | ----- | -------- | --- | ------------------------------------------------------- |
| Socialdemokratiet                           | 82.187  | 25,3 | +0,7  | 4        | -   | Annette Lind, Anne Paulin, Mogens Jensen, Thomas Jensen |
| Venstre, Danmarks Liberale Parti            | 62.981  | 19,4 | -10,4 | 3        | -2  | Søren Gade, Thomas Danielsen, Mads Fuglede              |
| Danmarksdemokraterne - Inger Støjberg       | 44.086  | 13,6 | ny    | 2        | ny  | Dennis Flydtkjær, Betina Kastbjerg                      |
| Det Konservative Folkeparti                 | 26.395  | 8,1  | -1,1  | 2        | -   | Søren Pape Poulsen, Lise Bertelsen                      |
| Liberal Alliance                            | 25.235  | 7,8  | +5,6  | 1        | -   | Carsten Bach                                            |
| Moderaterne                                 | 22.008  | 6,8  | ny    | 1        | ny  | Jeppe Søe                                               |
| SF - Socialistisk Folkeparti                | 20.715  | 6,4  | +0,2  | 1        | -   | Signe Munk                                              |
| Nye Borgerlige                              | 10.047  | 3,1  | +1,4  | 0        | -   |                                                         |
| Enhedslisten - De Rød-Grønne                | 7.366   | 2,3  | -1,1  | 0        | -1  |                                                         |
| Dansk Folkeparti                            | 6.514   | 2,0  | -6,4  | 0        | -1  |                                                         |
| Radikale Venstre                            | 6.100   | 1,9  | -3,4  | 0        | -1  |                                                         |
| Kristendemokraterne                         | 4.995   | 1,5  | -3,8  | 0        | -   |                                                         |
| Alternativet                                | 4.731   | 1,5  | +0,2  | 0        | -   |                                                         |
| Frie Grønne, Danmarks Nye Venstrefløjsparti | 767     | 0,2  | ny    | 0        | ny  |                                                         |
| Uden for partierne                          | 371     | 0,1  |       | 0        |     |                                                         |
| I alt                                       | 324.498 |      |       | 14       | -2  |                                                         |

| Parti                            | Stemmer | Pct. | +/-   | Mandater | +/- | Valgte                                                                                        |
| -------------------------------- | ------- | ---- | ----- | -------- | --- | --------------------------------------------------------------------------------------------- |
| Venstre, Danmarks Liberale Parti | 96.659  | 29,8 | +2,4  | 5        | -   | Inger Støjberg, Kristian Jensen, Thomas Danielsen, Kristian Pihl Lorentzen, Carsten Kissmeyer |
| Socialdemokratiet                | 79.550  | 24,6 | +0,1  | 4        | -   | Annette Lind, Mogens Jensen, Thomas Jensen, Anne Paulin                                       |
| Det Konservative Folkeparti      | 29.934  | 9,2  | +4,3  | 2        | +1  | Søren Pape Poulsen, Orla Østerby                                                              |
| Dansk Folkeparti                 | 27.229  | 8,4  | -12,9 | 1        | -2  | Dennis Flydtkjær                                                                              |
| SF - Socialistisk Folkeparti     | 20.151  | 6,2  | +2,6  | 1        | +1  | Signe Munk                                                                                    |
| Radikale Venstre                 | 17.216  | 5,3  | +1,5  | 1        | -   | Andreas Steenberg                                                                             |
| Kristendemokraterne              | 17.016  | 5,3  | +3,0  | 0        | -   |                                                                                               |
| Enhedslisten - De Rød-Grønne     | 11.091  | 3,4  | -1,1  | 1        | -   | Jakob Sølvhøj                                                                                 |
| Liberal Alliance                 | 7.206   | 2,2  | -3,7  | 1        | -   | Alex Vanopslagh                                                                               |
| Nye Borgerlige                   | 5.464   | 1,7  | Ny    | 0        | Ny  |                                                                                               |
| Alternativet                     | 5.503   | 1,7  | -0,9  | 0        | -1  |                                                                                               |
| Stram Kurs                       | 5.057   | 1,6  | Ny    | 0        | Ny  |                                                                                               |
| Klaus Riskær Pedersen            | 1.930   | 0,6  | Ny    | 0        | Ny  |                                                                                               |
| I alt                            | 324.006 |      |       | 16       | -1  |                                                                                               |

| Parti                            | Stemmer | Pct. | +/-  | Mandater | +/- | Valgte                                                                                         |
| -------------------------------- | ------- | ---- | ---- | -------- | --- | ---------------------------------------------------------------------------------------------- |
| Venstre, Danmarks Liberale Parti | 89.537  | 27,4 | -6,9 | 5        | -1  | Inger Støjberg, Kristian Jensen, Esben Lunde Larsen, Thomas Danielsen, Kristian Pihl Lorentzen |
| Socialdemokratiet                | 80.122  | 24,5 | +1,5 | 4        | -   | Annette Lind, Mogens Jensen, Thomas Jensen, Karin Gaardsted                                    |
| Dansk Folkeparti                 | 69.657  | 21,3 | +9,1 | 3        | +1  | Dennis Flydtkjær, Christian Langballe, Karina Due                                              |
| Liberal Alliance                 | 19.377  | 5,9  | +1,0 | 1        | -   | Leif Mikkelsen                                                                                 |
| Det Konservative Folkeparti      | 15.928  | 4,9  | +1,1 | 1        | +1  | Søren Pape                                                                                     |
| Enhedslisten - De Rød-Grønne     | 14.531  | 4,5  | +1,0 | 1        | -   | Jakob Sølvhøj                                                                                  |
| SF - Socialistisk Folkeparti     | 11.720  | 3,6  | -4,5 | 0        | -1  |                                                                                                |
| Radikale Venstre                 | 9.183   | 2,8  | -4,5 | 1        | -   | Andreas Steenberg                                                                              |
| Alternativet                     | 8.642   | 2,6  | Ny   | 1        | Ny  | René Gade                                                                                      |
| Kristendemokraterne              | 7.646   | 2,3  | -0,6 | 0        | -   |                                                                                                |
| Udenfor partierne                | 116     | 0,0  | -0,0 | 0        | -   |                                                                                                |
| I alt                            | 326.459 |      |      | 17       | +1  |                                                                                                |

| Parti                            | Stemmer | Pct. | +/-  | Mandater | +/- | Valgte |
| -------------------------------- | ------- | ---- | ---- | -------- | --- | --- |
| Venstre, Danmarks Liberale Parti | 113.443 | 34,3 | -3,0 | 6        | -   | Kristian Jensen, Inger Støjberg, Kristian Pihl Lorentzen, Mads Rørvig, Esben Lunde Larsen, Thomas Danielsen |
| Socialdemokratiet                | 76.208  | 23,0 | +0,0 | 4        | -   | Thomas Jensen, Mogens Jensen, Karin Gaardsted, Annette Lind                                                 |
| Dansk Folkeparti                 | 40.378  | 12,2 | -0,8 | 2        | -   | Dennis Flydtkjær, Christian Langballe                                                                       |
| SF - Socialistisk Folkeparti     | 26.819  | 8,1  | -1,3 | 1        | -1  | Steen Gade                                                                                                  |
| Radikale Venstre                 | 24.090  | 7,3  | +3,4 | 1        | -   | Andreas Steenberg                                                                                           |
| Liberal Alliance                 | 16.061  | 4,9  | +2,8 | 1        | +1  | Leif Mikkelsen                                                                                              |
| Det Konservative Folkeparti      | 12.677  | 3,8  | -3,9 | 0        | -1  | |
| Enhedslisten - De Rød-Grønne     | 11.505  | 3,5  | +2,7 | 1        | +1  | Lars Dohn                                                                                                   |
| Kristendemokraterne              | 9.664   | 2,9  | +0,1 | 0        | -   | |
| Udenfor partierne                | 160     | 0,0  | +0,0 | 0        | -   | |
| I alt                            | 331.005 |      |      | 16       | -   | |

| Parti                            | Stemmer | Procent | Mandater | Valgte                                                                                        |
| -------------------------------- | ------- | ------- | -------- | --------------------------------------------------------------------------------------------- |
| Venstre, Danmarks Liberale Parti | 121.292 | 37,3    | 6        | Søren Gade, Kristian Jensen, Inger Støjberg, Kristian Pihl Lorentzen, Helge Sander, Jens Kirk |
| Socialdemokratiet                | 74.664  | 23,0    | 4        | Jens Chr. Lund, Thomas Jensen, Mogens Jensen, Jens Peter Vernersen                            |
| Dansk Folkeparti                 | 42.357  | 13,0    | 2        | Christian H. Hansen, Jesper Langballe                                                         |
| SF - Socialistisk Folkeparti     | 30.642  | 9,4     | 2        | Steen Gade, Kristen Touborg                                                                   |
| Det Konservative Folkeparti      | 24.917  | 7,7     | 1        | Per Ørum Jørgensen                                                                            |
| Radikale Venstre                 | 12.776  | 3,9     | 1        | Johs. Poulsen                                                                                 |
| Kristendemokraterne              | 9.200   | 2,8     | 0        |                                                                                               |
| Ny Alliance                      | 6.725   | 2,1     | 0        |                                                                                               |
| Enhedslisten - De Rød-Grønne     | 2.677   | 0,8     | 0        |                                                                                               |
| Udenfor partierne                | 73      | 0,0     | 0        |                                                                                               |
| I alt                            | 325.323 |         | 16       |                                                                                               |